# Me and Bobby and Bobby's Brother
"Me and Bobby and Bobby's Brother" é uma canção gravada pelo grupo pop sueco ABBA. Faz parte do álbum Ring Ring, lançado em 1973. Suas gravações iniciaram em 25 de janeiro de 1973.
"Me and Bobby and Bobby's Brother" fala da infância de garotos e garotas muito travessos (Frida, Bobby e seus irmãos), que agora já adultos, se divertem relembrando os tempos em que brincavam e se divertiam juntos. A canção foi escrita por Benny Andersson e Björn Ulvaeus, sendo Frida é a vocalista principal.